# Tributilo de estaño

Tributilo de estaño (catión).

Hidruro de tributilestaño.

El tributilo de estaño o TBT (del inglés TriButylTin) es un grupo funcional orgánico, de fórmula (C4H9)3Sn. Consiste en tres grupos butilo unidos a un átomo de estaño (IV) por enlaces covalentes. Algunos compuestos comunes son el hidruro de tributilestaño o el óxido de tributilestaño.
Puede descomponerse en el agua por el efecto de la luz (fotólisis) y los microorganismo (biodegradación) y convertirse en di- y monobutilestaño de menor toxicidad. Su vida media varía desde unos cuantos días hasta varias semanas, aunque la descomposición es más lenta cuando el TBT se ha acumulado en los sedimentos; si falta el oxígeno por completo, la vida del tributilestaño puede alcanzar varios años. Por tanto, en las aguas cuyos fondos están muy sedimentados, como es el caso de los puertos y estuarios, existe el riesgo de que la contaminación por TBT dure varios años.

## Introducción
Constituyen los principales ingredientes activos de los biocidas, se utiliza principalmente como aditivo de pintura antiincrustante en los cascos de los barcos, muelles y boyas para evitar el crecimiento de organismos marinos como percebes, bacterias, gusanos, mejillones y algas.
Se conocen los siguientes compuestos procedentes del tributilestaño: el óxido de tributilestaño, benzoato de tributilestaño, cloruro de tributilestaño, fluoruro de tributilestaño, linoleato de tributilestaño, metacrilato de tributilestaño y, por último, naftenato de tributilestaño.
El compuesto más común del TBT es el Óxido de tributilestaño (TBTO).
El TBTO y los otros seis tipos de TBT se encuentran registrados como antiincrustantes marinos.

## Historia
Aunque el uso de estaño y sus aleaciones se remonta a la Edad de Bronce, desde la síntesis del primer derivado orgánico de estaño en 1853 hasta la actualidad, se han caracterizado más de 800 compuestos en su mayoría de origen antropogénico exceptuando los derivados metilados generados por biometilación. Los primeros datos relativos a la existencia de compuestos organoestánnicos (OTCs) datan de los últimos 150 años. En 1940, y asociado al crecimiento de la industria del policloruro de vinilo (PVC), se encontraron sus principales aplicaciones ya que la adición de compuestos di- y trialquilsustituidos durante la síntesis de PVC, previene su degradación térmica y lumínica.
En los años 50 se descubrieron las propiedades biocidas de los compuestos organoestánnicos y han sido ampliamente utilizados como aditivos en pinturas antiincrustantes, agentes de conservación de la madera, fungicidas en agricultura y biocidas en general. Los derivados más aplicados con estos fines son el tributil-, trifenil y triciclohexilestaño, siendo el TBT el de mayor interés por su ubicuidad y elevada toxicidad en el medio acuático.
Durante la década de los sesenta la industria química elaboró pinturas antiincrustantes más eficaces y económicas utilizando compuestos metálicos, en particular, el compuesto de organoestaño conocido como tributilestaño (TBT). En la década de los setenta, la mayoría de los buques de navegación marítima habían revestido sus cascos con pinturas a base de TBT.
Actualmente, se estima que la producción anual de estos compuestos es de aproximadamente 40.000 toneladas, de las que un 20% corresponde a derivados trisustituídos aplicados como biocidas, mientras que la mayoría de la producción corresponde a derivados mono y disustituídos que se aplican como estabilizantes de plásticos (76%) y catalizadores (5%).
Los nombres comerciales incluyen Alumacoat, Bioclean, Flo Tin, Fungitrol, TinSan, Ultrafesh y Vikol.

## Propiedades físicas y químicas
La pureza del TBTO comercial es aproximadamente del 96%, las principales impurezas son derivados del dibutilestaño y, en menor medida, tetrabutilestaño y otros compuestos de trialquilestaño.
-	Peso molecular o masa molecular: 596.07 kg/kgmol
-	Densidad: 1,170 – 20,000 kg/m³
-	Punto de inflamación: 1.6894 °C
-	Punto de fusión: 0.8322 °C
-	Punto de ebullición: 1.6274 °C
-	Presión de vapor: 0.001 Pa a 20 °C
-	Solubilidad: muy baja
-	Coeficiente de reparto octanol-agua: 3.19
Por lo general son líquidos incoloros o con un leve color amarillento que poseen un suave olor desagradable.
Son poco solubles en agua aunque pueden serlo en agua caliente, variando entre 1.0 hasta 100 mg/l en función del pH, la temperatura o de los aniones presentes en el agua.
En agua de mar y en condiciones normales, el TBT existe como tres especies: hidróxido, cloruro y carbonato, que permanecen en equilibrio. Para pH menores de 7: predominan las formas Bu3SnOH2+ y Bu3SnCl, en pH en torno a 8: Bu3SnCl, Bu3SnOH, y Bu3SnCO3- y para pH por encima de 10: Bu3SnOH and Bu3SnCO3-.
Su coeficiente de reparto octanol - agua (KOW) se encuentra entre 3.19 y 3.84 para agua destilada y es de 3.54 en agua de mar. El TBTO absorbe fuertemente las partículas, la información sobre coeficientes de absorción varía desde 110 a 55,000.
El enlace Sn-C no se rompe debido a la acción del agua, del oxígeno atmosférico ni se degrada térmicamente hasta 200 °C , por lo que es térmicamente estable en condiciones ambientales. Sin embargo, la radiación ultravioleta, la presencia de ácidos fuertes o agentes electrófilos producen su ruptura. Las propiedades físico-químicas de los compuestos organoestánnicos dependen del número y de la longitud del sustituyente alquílico, siendo la solubilidad en agua una de las más importantes, ya que regula su distribución en el medioambiente.

### Biomagnificación
Los primeros análisis de metales en los organismos se realizaron a principios de 1970, cuando la concentración en organismos era relativamente alta debido a la bioacumulación y biomagnificación, los límites de detección fueron relativamente altos. Los resultados se publicaron en revistas médicas (por ejemplo, Günther et al., 1972), ya que en ese momento la principal preocupación no era el impacto en el medio ambiente, sino el peligro para la salud pública.
En concreto, la biomagnificación del TBT es bastante conocida desde hace de décadas.
En los primeros estudios, se habló de que los invertebrados marinos podían representar la fuente más importante de contaminación para los depredadores. Los compuestos de butilestaño se detectaron en músculos de peces, así como en las aves, aunque a niveles inferiores a los que podrían esperarse para causar efectos agudos.
Horiguchi et al. encontraron diferentes concentraciones de TBT en los tejidos de bivalvos, con biomagniﬁcación hasta de 10.000 veces los valores en el agua.
Los valores de log KOW de TBT y TPT fueron relativamente bajos: 2,1-4,7. De estos dos compuestos orgánicos de estaño, el valor de logKOW TPT era menor que el de TBT. Por lo tanto, se concluye que, aunque los valores de log KOW de TPT fueron inferiores a 4, el TPT se biomagnifica a través de la cadena alimenticia costera.

## Medidas de prohibición

### Riesgos y consejos de prudencia en su manipulación
Según la Directiva 2004/76/CE de la Comisión, de 29 de abril de 2004, la clasificación de los compuestos del tributilestaño es la siguiente:
- Fases de riesgo
  - R21: Nocivo en contacto con la piel.
  - R25: Tóxico por ingestión.
  - R36/38: Irrita los ojos y la piel.
  - R48/23/25: Tóxico: riesgo de efectos graves para la salud en caso de exposición prolongada por inhalación e ingestión.
  - R50/53: Muy tóxico para organismos acuáticos, puede provocar a largo plazo efectos negativos para el medio acuático.

- Consejos de prudencia
  - S1/2: Consérvese bajo llave y manténgase fuera del alcance de los niños.
  - S35: Elimínense los residuos del producto y sus recipientes con todas las precauciones posibles.
  - S36/37/39: Úsense indumentaria y guantes adecuados y protección para los ojos/la cara.
  - S45: En caso de accidente o malestar, acúdase inmediatamente al médico (si es posible, muéstresele la etiqueta).
  - S60: Elimínese el producto y su recipiente como residuos peligrosos.
  - S61: Evítese su liberación al medio ambiente. Recábense instrucciones específicas de la ficha de datos de seguridad.

La OMI (Organización Marítima Internacional) en 1995 creó un grupo de trabajo para estudiar los efectos perjudiciales de las pinturas antiincrustrantes. Este grupo acuerda el proyecto de reglamentación obligatoria para prohibir el uso de compuestos de organoestaño en los sistemas antiincrustantes, estableciendo plazos para su progresiva eliminación. 
El 5 de octubre de 2001 la OMI publica el Convenio Internacional sobre el Control de los Sistemas Antiincrustantes Perjudiciales en los Buques que entró en vigor el 17 de septiembre de 2008. El Convenio prohíbe el empleo de compuestos orgánicos del estaño en las pinturas antiincrustantes en los buques, y establece un mecanismo para evitar el posible uso futuro de otros productos químicos perjudiciales en los sistemas antiincrustantes.
El Convenio de Róterdam sobre el procedimiento de consentimiento fundamentado previo aplicable a ciertos plaguicidas y productos químicos peligrosos objeto de comercio internacional entró en vigor el 24 de febrero de 2004.

## Toxicidad de los derivados orgánicos del estaño[9]
- Estaño en forma inorgánica

Inocuo para la flora y fauna.
La presencia de sustituyentes orgánicos le confiere de un carácter lipofílico del que deriva su toxicidad. Los efectos biológicos de estas sustancias dependen de la naturaleza y número de sustituyentes, y es independiente del contraión (X) que les acompañe. Así, la actividad biológica sigue el siguiente orden: R3SnX > R2SnX2 > RSnX3. Para los derivados trisustituídos, la toxicidad depende de la longitud de la cadena hidrocarbonada, un incremento de la misma produce un descenso de la actividad biocida. Así los sustituyentes octilo son inocuos para todos los organismos, mientras que los derivados tri-butilados y etilados los más tóxicos para todos los organismos, incluso para mamíferos.
- Tributilestaño (TBT)

Son conocidos diversos episodios de contaminación relacionados con su uso que han llevado a la extinción de especies de gasterópodos en determinadas zonas costeras del Mar del Norte en Bélgica, y a la reducción de la población de ostras en la Bahía de Arcachón en Francia.
El efecto de este compuesto sobre los organismos acuáticos tiene lugar incluso a muy bajo nivel de concentración. Así, concentraciones de 1-2 ng/L producen un efecto nocivo crónico en aquellos organismos más sensibles, como algunas especies de algas, zooplancton, mollusca y larvas de algunos peces, e incluso niveles entre 0.04 y 16 μg/L son considerados letales para algunos organismos acuáticos. Además del TBT, sus productos de degradación DBT y MBT poseen también efectos adversos derivados de su mayor solubilidad en agua.
- Trifenilestaño (TPhT)

También es nocivo para el ecosistema acuático.
Este compuesto presenta una elevada toxicidad en los primeros estadios de vida de determinados peces pues posee una concentración letal entre 0.15-3.9 μg/L para el 50% de la población de larvas de determinadas especies. Tanto el TPhT como el TBT son disruptores endocrinos capaces de producir transformaciones morfológicas en determinados organismos entre las que destacan las modificaciones en los órganos reproductores producidas en algunas especies de gasterópodos, engrosamiento de la
concha e inhibición de la liberación de larvas en ostras, retrasos en el crecimiento de mejillón, cambios histopatológicos en larvas de peces, etc.
- Derivados butilados y fenilados

Los efectos tóxicos de los derivados butilados y fenilados de estaño acumulados por ingestión en niveles tróficos superiores son poco conocidos. En general, las especies próximas a la costa presentan mayores niveles de concentración de compuestos organoestáñicos que aquellas que habitan mar adentro. En cuanto a la distribución entre mamíferos acuáticos, el TBT es la especie predominante en la mayoría de los organismos que habitan en las profundidades. Este hecho sugiere una baja capacidad de descomposición para esta especie en estos sistemas o hábitats, que se encuentra en mayores niveles de concentración debido a la baja temperatura y luz. En cetáceos, los derivados butilados tienden a acumularse en el hígado, riñón, y en menor
extensión, a pesar de su naturaleza lipofílica, en el tejido adiposo. Esta distribución es análoga a la del mercurio. En peces, también se encuentran niveles significativos en sangre. Los valores de concentración hallados siguen el siguiente orden: TBT > DBT > MBT, aunque en hígado se encuentran mayores niveles de DBT y MBT debido a la actividad metabólica de este órgano.

## Efectos biológicos
Puede causar efectos nocivos incluso en concentraciones inferiores a un nanogramo por litro y, por tanto, se considera uno de los compuestos más tóxicos en el medio acuático.
La hidrofobicidad y carga positiva del TBT favorecen su adsorción al material particulado en suspensión. Gracias a este proceso el TBT puede ser retirado rápidamente de la columna de agua para acumularse en los sedimentos, donde se ha medido un amplio rango de concentraciones (desde < 0.2 ng/g PS hasta varios miles de ng/g PS) según la proximidad a fuentes alejadas del TBT.
El tiempo de vida media del TBT en el agua, es decir, el tiempo que tarda en reducir su concentración a la mitad, es desde pocos días a varias semanas, dependiendo de las condiciones ambientales presentes de este contaminante.
En el sedimento el TBT puede persistir durante años o incluso décadas en casos de anoxia, representando un depósito del contaminante a largo plazo dando lugar a problemas (ej. dragados) al ser relativamente débil y reversible.

### En la salud humana
La toxicidad oral del tributilestaño es aguda (de moderada a elevada), su toxicidad cutánea es baja y es muy peligroso como aerosol inhalado pues puede producir irritación y edema pulmonar. Es muy irritante para la piel, y extremadamente irritante para los ojos.
No obstante, el óxido de tributilestaño, no es clasificable en cuanto a carcinogenicidad en seres humanos. Esto significa que no se sabe si produce cáncer en seres humanos.

### En el medio marino
La principal entrada de TBT en el medio marino se da por la liberación de las pinturas antiincrustantes. Así pues, las zonas portuarias, o de elevado tráfico marítimo, y las zonas próximas a astilleros son donde generalmente se alcanzan las mayores concentraciones de este compuesto.
El carácter moderadamente lipofílico del TBT facilita su concentración en organismos acuáticos, siendo muy variable la capacidad de estos para bioacumular este contaminante.
Entre los casos más destacados está la deformación de las conchas de la ostra del Pacífico o japonesa, Crassostrea gigas cuyo resultado final es un animal deformado con una cavidad corporal relativamente pequeña y sin aprovechamiento comercial.

#### IMPOSEX

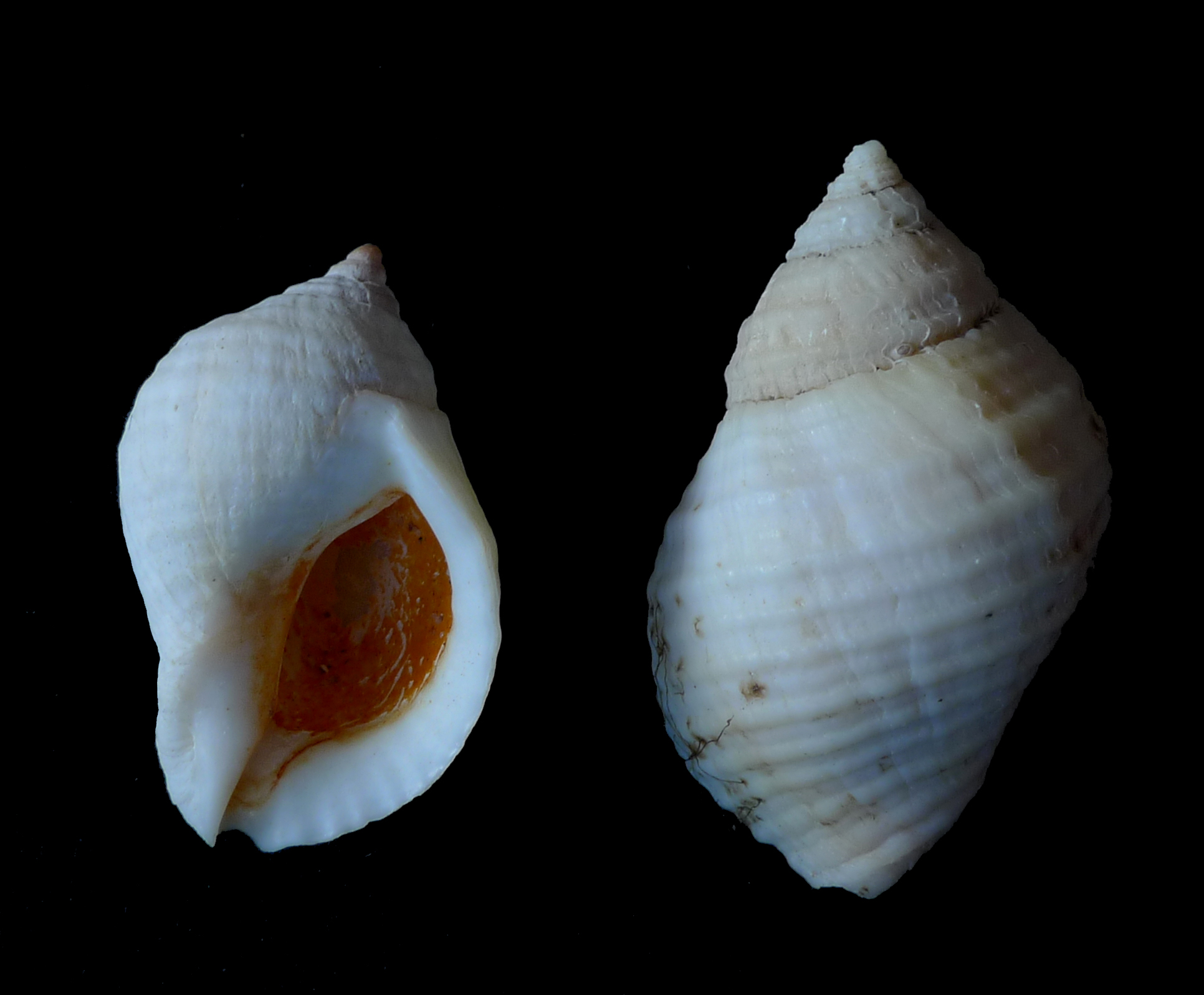
Concha de Nucella lapillus

El Imposex es un tipo de disrupción endocrina que consiste en la imposición de caracteres sexuales masculinos como pene, vaso deferente y transformación del oviducto en estructura parecida a vesícula seminal, en hembras de gasterópodos.
Fue primeramente descrito en Nucella lapillus, donde se observó la aparición de una estructura semejante a un pene en las hembras.
Diez años después de su descubrimiento se asoció su aparición al Tributil Estaño (TBT).

## Degradación
El TBT puede ser biodegradado por un amplio espectro de organismos (principalmente por bacterias) siguiendo un proceso de debutilación secuencial. En éste, el TBT produce en primer lugar dibutilo de estaño (DBT), luego monobutilo de estaño (MBT), llegando finalmente a estaño inorgánico (Sn IV). El TBT también puede ser degradado por procesos de fotólisis.
La persistencia de los compuestos organoestánnicos en los diferentes ecosistemas depende de mecanismos físicos, químicos y biológicos, por lo que para conocer su ciclo en el medio ambiente es necesario estudiar su distribución y mecanismos de degradación ambiental.
Consiste en la pérdida secuencial de los sustituyentes alquilo unidos al Sn, lo que en general origina una disminución de la toxicidad: R4Sn → R3SnX → R2SnX2→ RSnX3→ SnX4.
Una de las propiedades que favorecen la persistencia de los compuestos organoestánnicos en el medio ambiente es su carácter lipofílico dado que permite su bioacumulación. El grado de bioacumulación depende de la fracción de organoestánnico biodisponible, la cual es función de las condiciones ambientales.
- En el ecosistema acuático, la biodisponibilidad de estos compuestos depende principalmente del pH, del carbono orgánico disuelto y de la presencia de ácidos húmicos, de modo que la bioacumulación de TBT y TPhT aumenta a pH alcalino, mientras que disminuye en presencia de una elevada concentración de materia orgánica tal como los ácidos húmicos.

- En suelos, un elevado porcentaje de los compuestos organoestánnicos introducidos en el medio se encuentran asociados a la materia particulada y sedimentos. Las arcillas y óxidos metálicos constituyen unos absorbentes muy eficaces de estos compuestos, por lo que los suelos y sedimentos juegan un importante papel en su destino.

## Aplicaciones
| Aplicación                                       | Función                                                    | Compuesto**               |
| ------------------------------------------------ | ---------------------------------------------------------- | ------------------------- |
| Estabilizador de PVC                             | Evita la degradación térmica y lumínica                    | R2SnX2 y RSnX3            |
| Pintura antiincrustante                          | Biocida                                                    | R3SnX (R=Bu, Ph)          |
| Agroquímica                                      | Fungicida, insecticida, acaricida                          | R3SnX (R=Bu, Ph, Cy*)     |
| Conservante de madera                            | Fungicida, insecticida                                     | Bu3SnX                    |
| Tratamiento de vidrio                            | Precursos de películas de óxidos de estaño (IV) en cristal | Me2SnX2, RSnX3 (R=Me, Bu) |
| Protección de materiales (piedra, cuero y papel) | Fungicida, alguicida, bactericida                          | Bu3SnX                    |
| Impregnación de textiles                         | Insecticida                                                | Ph3SnX                    |
| Explotación avícola                              | Desparasitador                                             | Bu2SnX2                   |

```
* Cy = 
Ciclohexano

* * X = Cl 
-
, Br
-
, R=Me(CH
3
), Bu(C
4
H
9
-
), Oct(C
8
H
17
)
```

### Umbrales de emisión
Umbrales de emisión establecidos por el RD 508/2007 (kg/año):
- Umbral de emisión a la atmósfera: -
- Umbral de emisión al agua: 1 kg/año.
- Umbral de emisión al suelo: 1 kg/año.

### Alternativas viables
El 70% de la flota mundial de buques utiliza pinturas que contienen TBT, y hay una constante pero baja liberación de TBT de los cascos de las naves.[cita requerida] La Organización Marítima Internacional (IMO) realiza continuamente debates acerca de los efectos dañinos de las pinturas TBT; sin embargo, las investigaciones para desarrollar sistemas alternativos a las pinturas con base TBT para los cascos de las naves que sean no sólo equivalentes desde el punto de vista del rendimiento sino también inocuos para el ambiente han resultado ser un problema complejo.